# Kaitlyn Parcell
Kaitlyn Prior Parcell (* 9. September 1997 in Spring Lake, New Jersey) ist eine US-amerikanische Fußballspielerin. Seit Anfang des Jahres 2024 ist sie Vertragsspielerin von Fortuna Hjørring.

## Karriere
Parcell spielte in ihrer Jugend für die Westside Breakers, danach für die South Bay Force von 2012 bis 2015, bevor sie ihrem letzten Jugendverein, dem Real So Cal, noch zwei Jahre lang angehörte. An der Palisades Charter High School im gleichnamigen Stadtteil im Westen von Los Angeles, spielte sie vier Jahre, davon zwei als Mannschaftskapitän, für das Fußball-Schulteam.
Mit der Aufnahme eines Studiums an der Santa Clara University im Jahr 2016 kam sie für deren Sport-Team, die Broncos, ab der Spielzeit 2017 als Redshirt-Freshman in drei Meisterschaftsspielen in der West Coast Conference zum Einsatz. In den folgenden zwei Spielzeiten als Redshirt-Sophomore und -Junior bestritt sie insgesamt 25 Meisterschaftsspiele und erzielte ein Tor.
Den akademischen Grad eines Doktors anstrebend, setzte sie ihr Studium an der Georgetown University fort. Für die Hoyas, das Sport-Team der Bildungseinrichtung, bestritt sie in den Spielzeiten 2020 und 2021 insgesamt 31 Meisterschaftsspiele in der Big East Conference, in denen sie zwei Tore erzielte. Mit dem Abschluss magna cum laude verließ sie Washington, D.C.
Am 18. Januar 2022 wurde sie gemeinsam mit Brooke Denesik als Neuzugang des Zweitligisten MSV Duisburg vorgestellt. Ihr Pflichtspieldebüt für ihren neuen Verein gab sie am 13. Februar 2022 (10. Spieltag) beim 3:2-Sieg im Heimspiel gegen den FC Ingolstadt 04 in den ersten 65 Minuten. Vom 14. bis zum 26. Spieltag schlossen sich 13 weitere Punktspiele in der 2. Bundesliga an; damit hatte sie Anteil am zweiten Platz in dieser Spielklasse, der auch den Aufstieg in die Bundesliga nach sich zog. Zum Saisonauftakt in der höchsten deutschen Spielklasse am 18. September 2022 gehörte sie bereits dem Spieltagskader an, debütierte jedoch erst eine Woche später am 2. Spieltag beim 3:0-Sieg im Auswärtsspiel gegen den 1. FFC Turbine Potsdam, wobei sie mit dem Treffer zum 2:0 in der 52. Minute sogleich ihr erstes Bundesligator erzielte. Bis zum Saisonausklang am 28. Mai 2023 trug sie mit 17 weiteren Punktspielen und einem weiteren Tor zum Klassenverbleib bei. Des Weiteren wurde sie im Achtelfinale des DFB-Pokalwettbewerbs erstmals eingesetzt.
Mitte Januar 2024 wechselte sie nach Dänemark zu Fortuna Hjørring.

## Erfolge
- Zweiter 2. Bundesliga 2022 und Aufstieg in die Bundesliga